# ژیپسیت
ژیپسیت (به انگلیسی: Gibbsite) با فرمول شیمیایی Al(OH)3 از مجموعه کانی هاست و دارای لومینسانس گاهی سبز یا نارنجی (امواج کوتاه) از نام کلکسیونر آمریکایی G.Gibbs گرفته شده‌است. Al2O3:65.4% H2O:۳۴٫۶٪ با انکلوزیون آهن Fe و گالیومGa برای اولین بار در برزیل کشف شد و از نظر شکل بلور: پهن و کوتاه - فلسی - ماکله، رنگ: سفید خاکستری - سفید -سفید مایل به سبز، شفافیت: شفاف - نیمه شفاف، شکستگی: فلسی، جلا: شیشه‌ای - صدفی، رخ: کامل - مطابق باسطح، سیستم تبلور: مونوکلینیک و در رده‌بندی هیدروکسید است و منشأ تشکیل آن هیدروترمال - ثانوی است.
همایند کانی‌شناسی (پارانژ) آن - بوهمیت- لیمونیت- دیاسپور- کرندون است
کاربرد آن: ساخت آلومینیوم، از نظر ژیزمان آگرگات نهان بلور- شعاعی فراوان است و بیشتر در درآلمان، روسیه (اورال)، سوئد، آمریکا، برزیل، فرانسه، یوگسلاوی، مجارستان یافت می‌شود.